# Alexandru Dimitrie Ghica
Alexandru Ghica (Valaquia, 1795-Nápoles, 1862) fue un político rumano, señor de Muntenia.

## Biografía
Nacido el 1 de mayo de 1795, era hermano menor de Grigore Ghica. Durante la ocupación rusa, se ganó el favor de Kisselef, gracias al cual fue nombrado señor de Muntenia en 1834. Al inicio de su reinado fundó numerosas escuelas rurales, impulsó la formación de la sociedad filarmónica, inició la emancipación de los gitanos e incluso ayudó a la formación del partido nacional, pero poco a poco tuvo que luchar contra los liberales y contra los boyardos. Pidió ayuda a los rusos, que exigían concesiones en la redacción del Regulamentul Organic. Sin embargo su situación se fue complicando y en 1842 el sultán lo terminó destituyendo.
Se retiró a Viena donde se permaneció hasta 1853, luego regresó a Muntenia y en 1856 fue nombrado caimacam hasta la unión de los Principados, junto con Theodor Balș y Nicolae Vogoride. Falleció en enero de 1862 cerca de Nápoles.